# Mihail Georgiade Obedenaru
Mihail Georgiade Obedenaru (Bucarest, 1839-Atenas, 1885) fue un médico, publicista y diplomático rumano.

## Biografía
Nacido el 5 de noviembre de 1839 en Bucarest, hizo sus estudios en Valaquia hasta los veinte años, cuando marchó a París, donde estudió medicina, convirtiéndose en interno en los hospitales de la capital francesa. En agosto de 1866, Obedenaru regresó a Rumania y comenzó a ejercer la medicina en Bucarest, dedicando tiempo también a la literatura.

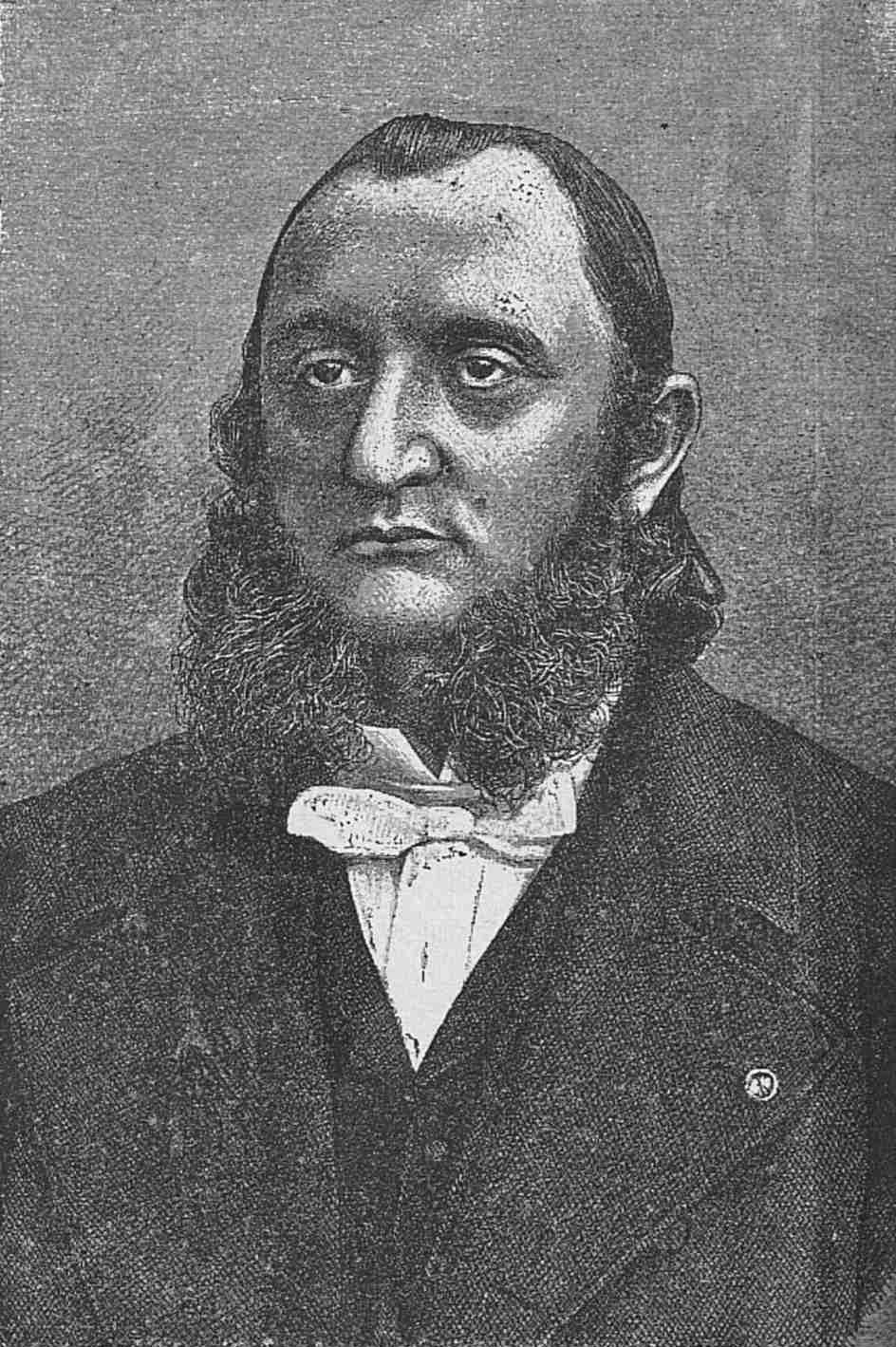
Retrato de Obedenaru

Fue, hasta noviembre de 1874, médico de cabecera del hospital infantil, profesor de la facultad de medicina; luego se retiró a Montpellier, en el sur de Francia, y se dedicó a la carrera diplomática el 17 de abril de 1877, dirigiéndose a Roma como encargado de negocios de nuestra agencia diplomática. Primer secretario de la legación diplomática en Roma, se trasladó en el mismo cargo a Constantinopla en 1879, regresó a Roma en 1880 y finalmente fue nombrado ministro plenipotenciario en Atenas en 1885. Fallecido el 9 de julio de 1885 en Atenas, dejó una rica colección de manuscritos, una colección de 200 arias rumanas y documentos relacionados con la historia de Rumania.
Escribió para el teatro Amorul doctor, adaptación de la comedia de Molière, y publicó numerosos folletos científicos, médicos, económicos y literarios, como Mic tratat despre friguri, Cercetăriasupra intoxicaţiunei palustre, La Roumanie économique y Les Celtes de l'Europe orientale, además de colaborar en diversas revistas científicas francesas.